# Rick van Santvoord
Alexander Seymour (Rick) van Santvoord jr. (Glen Cove, 1935 – Washington, 2 februari 2001) was een Amerikaans componist, muziekpedagoog, dirigent, pianist, tubaïst en organist. Hij was een zoon van het echtpaar Alexander Seymour van Santvoord sr. en Wilma Wells Luyster. 

## Levensloop
Van Santvoord jr. studeerde aan de Hofstra-universiteit in Hempstead, aan de Universiteit van New York in New York en aan het Oriel College van de Universiteit van Oxford in Engeland. Hij behaalde zijn Bachelor of Arts, Master of Arts en promoveerde tot Doctor of Literature (D.Lit.) en Master of Science in Social Work (MSSW). 
Eerst werkte hij als muziekleraar aan verschillende High Schools, zoals Friends Academy in Locust Valley (New York), de Oyster Bay High School in Oyster Bay, de James H. Vernon Middle School eveneens te Oyster Bay. Hij was ook docent aan de Hofstra-universiteit in Hempstead. 
Als muzikant speelde hij piano, tuba en orgel. Hij was verschillende jaren als organist verbonden aan de Methodist Church in Glen Cove en aan de St. Paul's Church eveneens in Glen Cove.
Tijdens de Koreaanse Oorlog was hij luitenant in de US Army.  
Meer dan 20 jaar was hij dirigent van diverse harmonieorkesten van de High Schools. In 1986 werd hij ondervoorzitter van de Aleksandr Glazoenov-Society. Als recensent en adviseur was hij rond 15 jaar werkzaam voor het magazine Vernon's school newspaper. Hij publiceerde biografieën van blaasmuziek-componisten in het tijdschrift Band International van de International Military Music Society. Van Santvoort was lid van de Holland Society of New York. 
Als componist schreef hij werken voor verschillende ensembles, onder andere ook marsen voor harmonieorkest.

## Composities

### Werken voor harmonieorkest
- 1982 Invisible
- 1984 Prince David
- 1985 Northeastern

## Publicaties
- Arthur Pryor 1870-1972